# Білл Пронзіні
Білл Пронзіні (англ. William John Pronzini, більш відомий як англ. Bill Pronzini; нар. 13 квітня 1943 року, Петалума, Каліфорнія, США) — американський автор детективної прози. Він також є активним складачем антологій, зібравши понад 100 збірок, більшість із яких є зібраннями детективних, науково-фантастичних романів і вестернів. Відомий як творець «безіменного детектива» (англ. Nameless Detective) з Сан-Франциско, який був персонажем у понад 40 книгах із початку 1970-х до 2000-х років.

## Біографія
Був тричі одружений. Перший шлюб узяв із Лорою Патрісією Адольфсон 1965 році, за рік розлучилися. Другий — з Брунгільдою Шієр 28 липня 1972 року, з грудня 1985 року вони жили роздільно, розлучилися через пару років. Третій шлюб із письменницею Марсією Мюллер, взятий у 1992 році. Вони стали також співавторами кількох романів і антологій.

## Творчість
Він опублікував свій перший роман «Сталкер» (англ. The Stalker), в 1971 році. Найвідомішими його творами є серія «Безіменний детектив», яку він розпочав у 1971 році. Станом на 2017 рік в серії є 46 книг, включаючи низку новел. Попри те, що історії стосуються звичайного кола злочинів, характерних для детективного жанру, вони зображують відносно мало насильства.
Пронзіні написав і опублікував понад триста оповідань. Вони опубліковані у різних виданнях, включаючи деякі з останніх номерів журналів Adventure та The Argosy, що зазвичай вважаються першими американськими Pulp-журналами. Подальші оповідання Пронзіні з'являлися й в інших часописах: Charlie Chan Mystery Magazine, Ellery Queen's Mystery Magazine, Man from U.N.C.L.E. Magazine, The Magazine of Fantasy and Science Fiction, Mike Shayne Mystery Magazine, Alfred Hitchcock's Anthology. Його збірка оповідань «Карпентер і Квінканнон», «Професійні детективні послуги» (1998), базується на історіях 1890-х років про Сабіну Карпентер, жінку-детектива, вдову Ната Пінкертона, засновника відомої приватної детективної агенції. Сабіна вдало продовжує діяльність свого покійного чоловіка.
Пише під псевдонімами «Джек Фокс», «Алекс Саксон». Він також пише разом з Джеффрі Майнером Воллманном під спільними псевдонімами «Роберт Гарт Девіс» і «Вільям Джеффрі».

## Нагороди
Пронзіні отримав численні літературні премії та номінації на нагороди за досягнення в жанрі детективної прози.
- Його дебютний роман «Сталкер» був номінований на премію Едгара 1972 року в категорії «Найкращий перший роман американського письменника».
- Здобув премію Шамус в 1982 році у номінації «Найкращий роман про приватного детектива» за роман «Приховувач».
- У 1983 році вдруге номінований на премію Едгара, цього разу в номінації «Найкраща критична/бібліографічна робота» з твором «Пістолет, притиснутий до щоки».
- У 1984 році Пронзіні виграв свою першу нагороду, здобувши премію Шамуса за новеллу «Котяча лапа».
- Його роман «Кістки» був номінований на премію Шамус у 1986 році. У 1987 році Пронзіні був нагороджений «Оком» (англ. «The Eye»), нагородою Шамуса за «Досягнення протягом творчого життя» (англ. «Lifetime Achievement»), що є найвищим ступенем цієї нагороди.
- 1987 року Пронзіні отримав свою першу нагороду Мекавіті за критичну роботу «1001 північ», разом з дружиною Марсією Мюллер. Наступного року він виграв ту ж нагороду в цій же номінації за «Син Пістолета, притиснутого до щоки».
- У 1989 році отримав номінацію «Найкращий роман» на премію Ентоні за «Кайдани» та ще одну номінацію на премію Шамус за новелу «Інцидент у сусідській таверні».
- У 1989 році нагороджений французькою Гран-прі поліцейської літератури за роман «Прихована долина / Снігопад».
- Ще дві номінації за «Найкраще оповідання» премії Шамус відбулися за «Тут приходить Санта-Клаус» у 1990 році та «Дім — місце, де» у 1996 році.
- 1996 року його роман «Блакитний самотній» був номінований на премію Ентоні у номінації «Кращий роман».
- 1997 року роман «Вартові» отримав номінацію на «Найкращий роман» премії Шамус.
- 1998 року роман «Пустеля незнайомців» виграв премію Едгара у номінації «Найкращий роман».
- «Великий укус» у 2001 році та «Диявольська варка» у 2007 році були номінантами премії Шамус у номінації «Найкраще оповідання». У 2010 році Пронзіні був номінований у номінації «Найкращий роман» цієї премії за «Інтригани».